# Dystipsidera sericea
Distipsidera sericea – gatunek chrząszcza z rodziny biegaczowatych i podrodziny trzyszczowatych.
Gatunek ten opisany został w 1916 roku przez E. Mjцberga.
Osiąga długość ciała do 10 mm.
Nadrzewny, aktywny za dnia drapieżnik.
Gatunek endemiczny dla Australii.